# Stulichy
Stulichy (deutsch Stullichen) ist ein kleiner Ort in der polnischen Woiwodschaft Ermland-Masuren und gehört zur Stadt- und Landgemeinde Węgorzewo (Angerburg) im Powiat Węgorzewski (Kreis Angerburg).

## Geographische Lage
Stulichy liegt am Ostufer der Węgorapa (Angerapp) im Nordosten der Woiwodschaft Ermland-Masuren, vier Kilometer nördlich der Kreisstadt Węgorzewo (Angerburg).

## Geschichte
Das kleine vor 1785 auch Angerapp genannte Dorf wurde im Jahre 1562 gegründet. Es bestand aus verstreut liegenden kleinen Höfen und Gehöften, ihm zugeordnet war der Wohnplatz Wilhelmswalde.
Als man am 6. Mai 1874 den Amtsbezirk Paulswalde (polnisch Pawłowo) errichtete, wurde Stullichen eingegliedert und gehörte somit bis 1945 zum Kreis Angerburg im Regierungsbezirk Gumbinnen der preußischen Provinz Ostpreußen.
Im Jahre 1910 waren in Stullichen 178 Einwohner registriert. Ihre Zahl stieg bis 1925 auf 180, betrug 1933 wieder 178 und belief sich 1939 auf 175.
In Kriegsfolge kam Stullichen 1945 mit dem gesamten südlichen Ostpreußen zu Polen und trägt seither die polnische Namensform „Stulichy“. Die heutige Siedlung (polnisch osada) ist heute Sitz eines Schulzenamtes (polnisch sołectwo) und eine Ortschaft im Verbund der Stadt- und Landgemeinde Węgorzewo im Powiat Węgorzewski, vor 1998 der Woiwodschaft Suwałki, seither der Woiwodschaft Ermland-Masuren zugehörig.

## Kirche
Vor 1945 war Stullichen in das evangelische Kirchspiel der Pfarrkirche Angerburg im Kirchenkreis Angerburg in der Kirchenprovinz Ostpreußen der Kirche der Altpreußischen Union bzw. in die katholische Angerburger Kirche Zum Guten Hirten im Dekanat Masuren II (Sitz in Johannisburg, polnisch Pisz) im damaligen Bistum Ermland eingepfarrt.
Heute gehört Stulichy zur katholischen Kirche St. Peter und Paul in Węgorzewo im Dekanat Węgorzewo im Bistum Ełk (Lyck) der Römisch-katholischen Kirche in Polen bzw. zur evangelischen Kirchengemeinde in Węgorzewo, einer Filialgemeinde der Pfarrei in Giżycko (Lötzen) in der Diözese Masuren der Evangelisch-Augsburgischen Kirche in Polen.

## Verkehr
Stulichy ist von Maćki (Schönbrunn) an der polnischen Landesstraße DK 63 (einstige deutsche Reichsstraße 131) aus über eine Nebenstraße zu erreichen, die nach Jakunowo (Jakunowen, 1929 bis 1945 Angertal) und weiter bis nach Pawłowo (Paulswalde) führt. Bis 1945 war Prinowen (1938 bis 1945 Primsdorf, polnisch Prynowo) die nächste Bahnstation. Sie lag an den beiden Fernbahnstrecken Königsberg–Angerburg und Gumbinnen–Angerburg, die nach der Ziehung der polnisch-russischen Staatsgrenze unterbrochen und dann aber nicht wieder in Betrieb genommen worden sind.